# Marie-Thérèse Paquin
Marie-Thérèse Vintrin-Paquin (* 4. Juli 1905 in Montreal; † 9. Mai 1997 in Montreal) war eine kanadische Pianistin, Musikpädagogin und Übersetzerin.

## Leben
Paquin studierte an der Universität Montreal französische Literatur, Kunstgeschichte und Sprachen (Italienisch, Spanisch und Deutsch). An der Acadamie de musique de Québec studierte sie Klavier bei Angéline Normandin-McNamara und Alfred La Liberté und Musiktheorie bei Louis Michiels und erwarb das Klavierlehrerdiplom. Als Stipendiatin des Ladies’ Morning Musical Club setzte sie ab 1926 ihre Ausbildung in Brüssel bei Camille Gurickx (Klavier), Paul Gilson (Musiktheorie) und Ernest Closson (Musikästhetik und -geschichte) fort. Nach ihrer Rückkehr nach Kanada 1927 arbeitete sie als Pianistin mit dem Dubois String Quartet zusammen und begleitete Sänger wie Léopold Simoneau und Lauritz Melchior. Von 1936 bis 1964 war sie zudem Pianistin des Orchestre symphonique de Montréal und trat unter der Leitung von Dirigenten wie Pierre Monteux, Charles Münch, Igor Strawinski, Wilfrid Pelletier, Jean-Josaphat Gagnier, Jean-Marie Beaudet und Jean Deslauriers auf. Mehrere Auftritte hatte sie auch in Fernseh- und Radioprogrammen der CBC.
Ihre Lehrtätigkeit begann Paquin 1951 am Conservatoire de musique du Québec, wo sie bis 1971 und erneut von 1981 bis 1982 unterrichtete. Außerdem unterrichtete sie am Banff Centre for the Arts  (1971–83), an der  École Vincent-d’Indy und der École normale de musique in Montreal. Von 1964 bis 1970 leitete sie das MTP Opera Studio. Von 1945 bis 1947 war sie Präsidentin der Quebec Music Teachers’ Association (QMTA). Aktiv war sie auch in der Canadian Federation of Music Teachers’ Associations (CFMTA), im Ladies’ Morning Musical Club, bei Place des Arts Montreal (1973–85) und beim Orford Art Centre.
Für eine Sammlung der Universität Montreal übersetzte Paquin Opernlibretti und Texte von Arien aus dem Deutschen und Italienischen. Jeder Band enthielt je eine wörtliche und eine freie Übersetzung in englischer und französischer Sprache. Für ihr Wirken wurde Paquin 1980 als Member des Order of Canada und 1986 als Chevalier des Ordre national du Québec ausgezeichnet. 1982 erhielt sie den Prix de musique Calixa-Lavallée.